# Bang Tango
I Bang Tango sono un gruppo musicale hair metal formatosi nel 1987 a Los Angeles, California, Stati Uniti.

## Storia
Il cantante Joe Lesté (Joe McElyea),  Kyle Kyle (basso) e Mark Knight (chitarra), con Kyle Steven e del batterista Tigg Ketler, si unirono per formare la band nel 1987. Lavorarono alla colonna sonora del film Black Roses nel 1988 con il singolo "I'm A Stranger".
Con la major MCA pubblicarono Psycho Café raggiungendo il n° 58 della Billboard statunitense grazie al singolo estratto "Someone Like You" Il secondo album della band nel 1991 fu Dancin' On Coals a cui seguì il mini-live album Ain't No Jive Live. I Bang Tango pubblicheranno Love After Death, il gruppo si sciolse nel 1995.
Kyle Kyle riformò i Bang Tango assieme a Lestè nel 1998 con Tremalgia ed il nuovo batterista Walter Earl realizzarono il live album Live per la Cleopatra Records. Il concerto che tennero al Cathouse di Los Angeles il 9 aprile, 1998 venne racchiuso nel live album United And Live, che verrà pubblicato nel 1999. Lestè abbandondò poi i Bang Tango.
Nel 2004 pubblicheranno il quarto album in studio dopo 10 anni con il titolo Ready to Go, per due tracce si avvaleranno dell'aiuto di Dizzy Reed dei Guns n' Roses.
Con la Perris Records pubblicarono l'album From the Hip, nel 2006.

## Formazione
Attuale
- Joe Lesté – voce (1987-presente)
- Rowan Robertson – chitarra (2014-presente)
- Drew Fortier – chitarra (2015-presente)
- Lance Eric – basso (2005-presente)
- Timmy Russell – batteria (2005-presente)

Ex componenti
- Mark Knight – chitarra (1987-1994, 1998-1999)
- Kyle Stevens – chitarra (1987-1995)
- Kyle Kyle – basso (1987-1995, 1996-1999)
- Tigg Ketler – batteria (1987-1995)
- Matt Price – batteria (1995-1996)
- Mark Tremalgia – chitarra (1996-1998)
- Dan Aon – chitarra (1996-1998)
- Mattie B. – chitarra (1998-1999)
- Walter Earl – batteria (1998-1999)
- Anthony Focx – chitarra (2002-2005)
- Brian Saunders – basso (2002-2003)
- Robert Gibb – basso (2002-2003)
- Curtis Roach – basso (2003-2005)
- Glen Sobel – batteria (2003)
- Alex Grossi – chitarra (2003-2005)
- Matt Starr – batteria (2003-2005)
- Jamie Keane – basso (2005)
- Tod Burr – batteria (2005)
- Mark Simpson – chitarra (2005-2006)

## Discografia

### Album in studio
- 1989 – Psycho Café
- 1991 – Dancin' on Coals
- 1994 – Love After Death
- 2004 – Ready to Go
- 2006 – From the Hip
- 2012 – Pistol Whipped In The Bible Belt

### Album dal vivo
- 1989 – Live Injection
- 1992 – Ain't No Jive...Live!
- 1998 – Live
- 1999 – United & Live

### Raccolte
- 1999 – Greatest Tricks
- 2004 – The Ultimate Bang Tango: Rockers and Thieves